# Las Máquinas
Las Máquinas fue una de las comunas que integró el antiguo departamento de Putaendo, en la provincia de Aconcagua.
En 1907, de acuerdo al censo de ese año, el territorio de la antigua comuna tenía una población de 7200 habitantes. Su territorio fue organizado por decreto del 22 de diciembre de 1891, a partir del territorio de las subdelegaciones Catemu Alto y Catemu Bajo.

## Historia
La comuna fue creada por decreto del 22 de diciembre de 1891, con el territorio de las subdelegaciones Catemu Alto y Catemu Bajo.
La comuna fue suprimida por el decreto 356 del 7 de febrero de 1906. Su territorio pasó a la comuna de Catemu, creada mediante la misma normativa.